# بيرسيفال دبليو. كليمنت
بيرسيفال دبليو. كليمنت (بالإنجليزية: Percival W. Clement)‏ هو سياسي أمريكي، ولد في 7 يوليو 1846 في الولايات المتحدة، وتوفي بنفس المكان في 9 يناير 1927. حزبياً، نشط في الحزب الجمهوري. وقد انتخب عضو مجلس نواب فيرمونت وانتخب حاكم فيرمونت ‏ (9 يناير 1919 – 6 يناير 1921).